# Villanueva de la Reina
Villanueva de la Reina ist ein südspanischer Ort und eine Gemeinde (municipio) mit insgesamt 2.948 Einwohnern (Stand: 2024) im Zentrum der Provinz Jaén in der autonomen Region Andalusien. 
Neben dem Hauptort Villanueva de la Reina gehören die Ortschaften La Quintería, La Condesa, Rincón de San Ildefonso und La Crujía zur Gemeinde.

## Lage und Klima
Villanueva de la Reina liegt am Río Guadalquivir und ca. 30 km (Luftlinie) nordnordwestlich der Provinzhauptstadt Jaén in einer Höhe von knapp 275 m. Das Klima im Winter ist gemäßigt, im Sommer dagegen warm bis heiß; die geringen Niederschlagsmengen (ca. 444 mm/Jahr) fallen – mit Ausnahme der nahezu regenlosen Sommermonate – verteilt übers ganze Jahr.

## Bevölkerungsentwicklung
| Jahr      | 1970  | 1980  | 1990  | 2000  | 2010  | 2020  |
| Einwohner | 5.097 | 3.705 | 3.420 | 3.319 | 3.361 | 3.043 |

Die deutliche Bevölkerungsrückgang in der zweiten Hälfte des 20. Jahrhunderts ist im Wesentlichen auf die nahezu ausschließliche Anpflanzung von Olivenbäumen, die damit einhergehende Mechanisierung und den daraus resultierenden  Verlust von Arbeitsplätzen zurückzuführen.

## Sehenswürdigkeiten
- Kirche Mariä Geburt (Iglesia de la Natividad)
- Markuskapelle
- Nikolauskapelle
- Christuskapelle
- Rathaus
- Wasserturm
- Museum

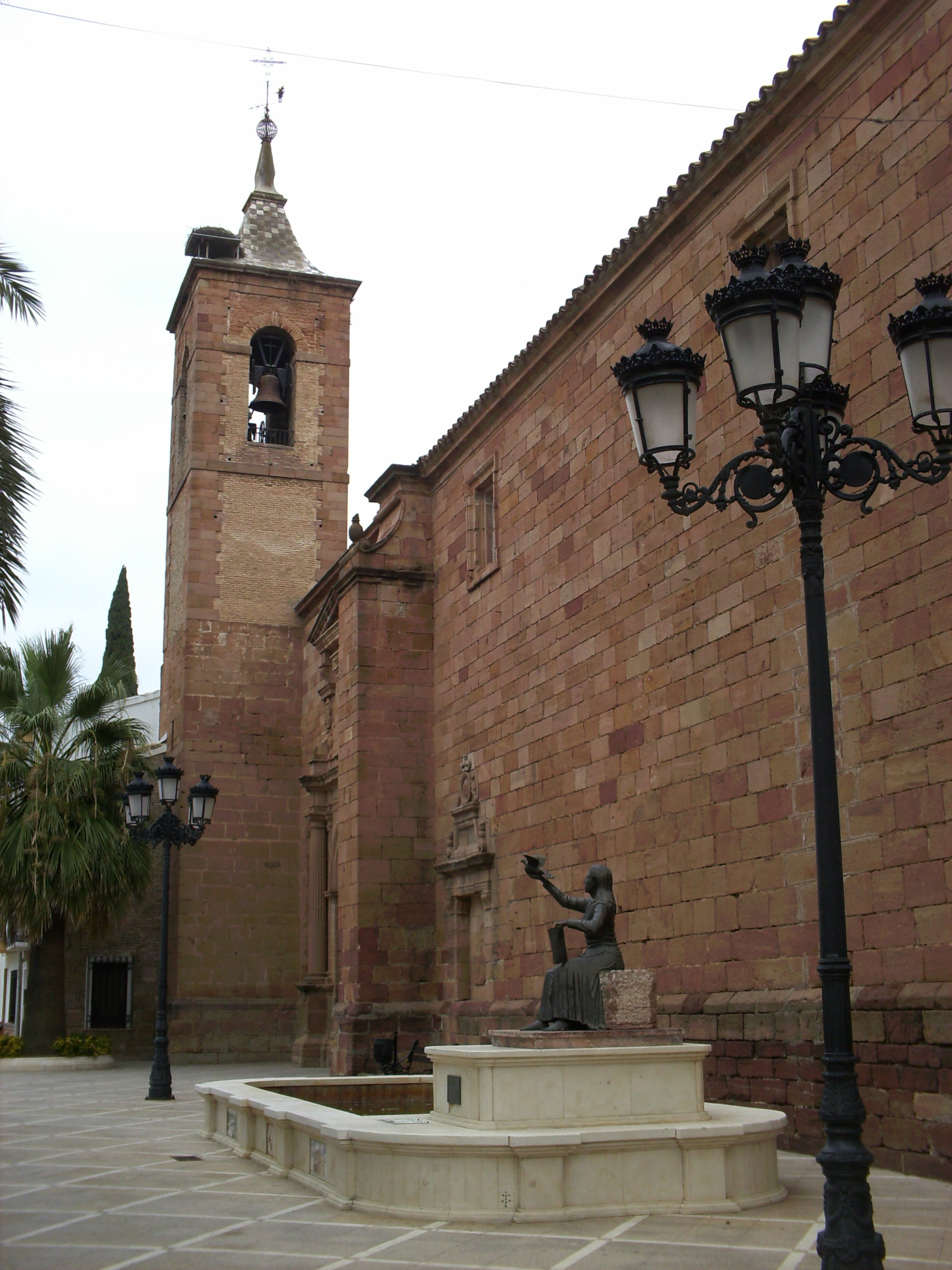
Kirche Mariä Geburt
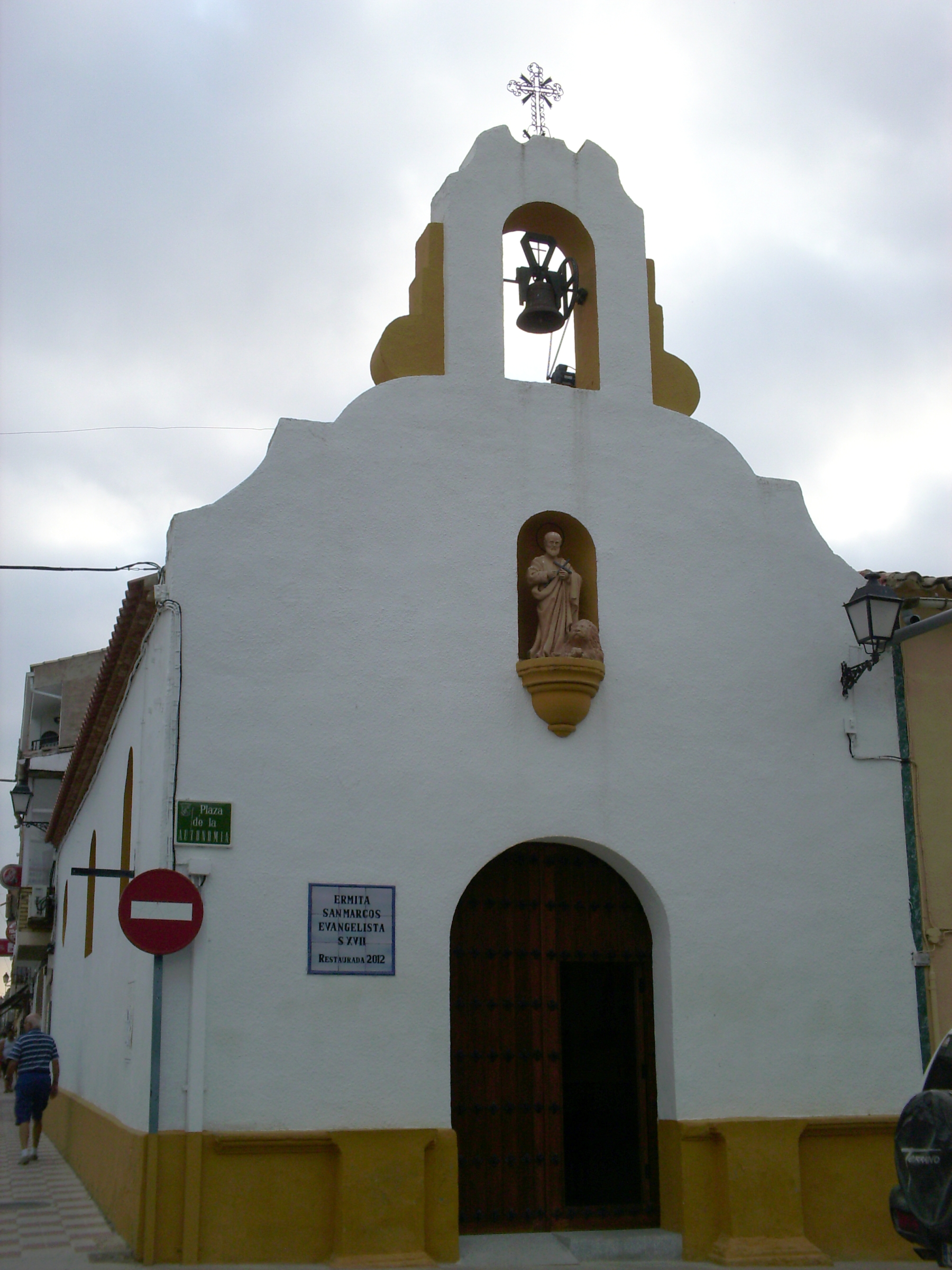
Markuskapelle
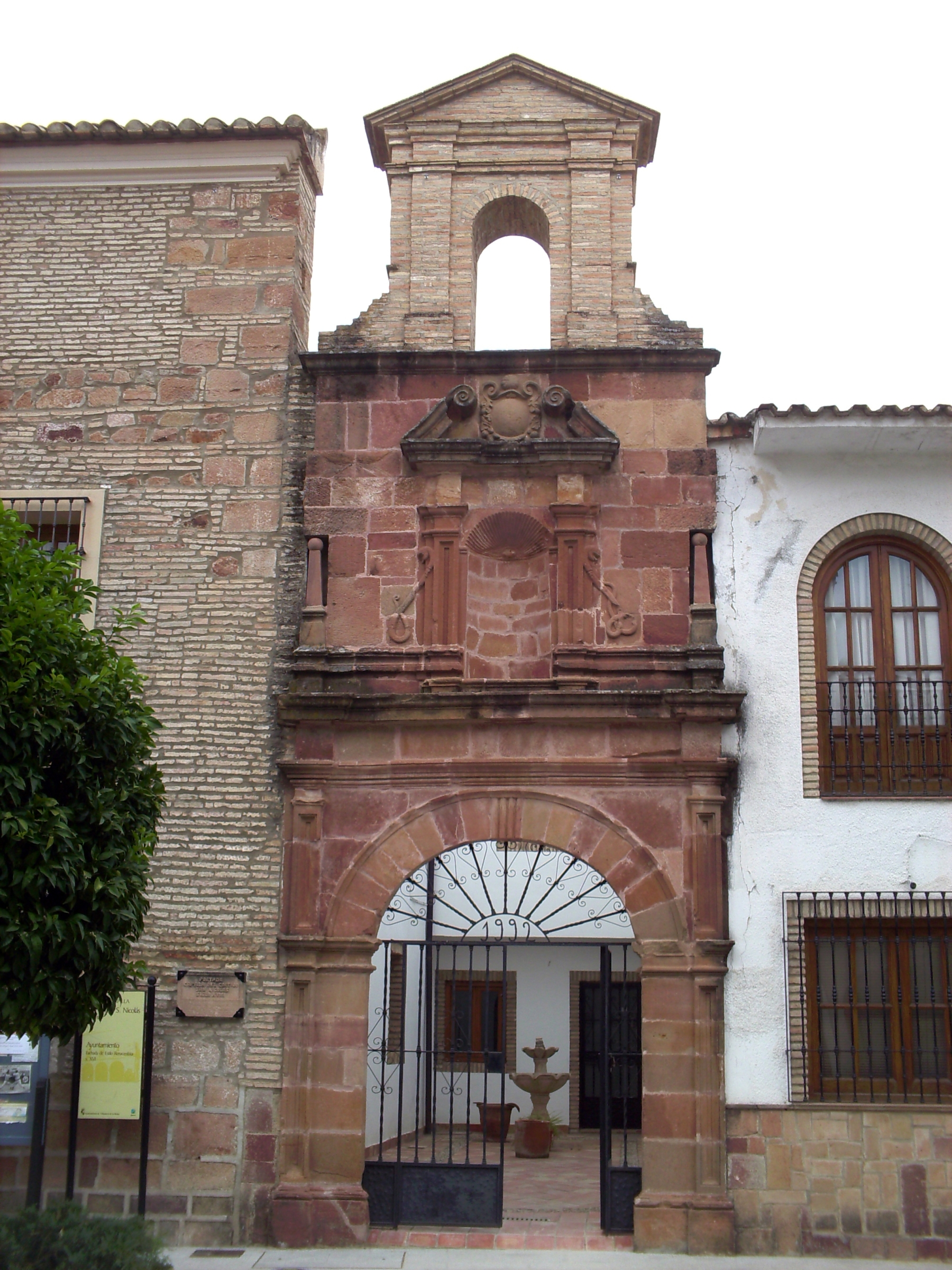
Nikolauskapelle
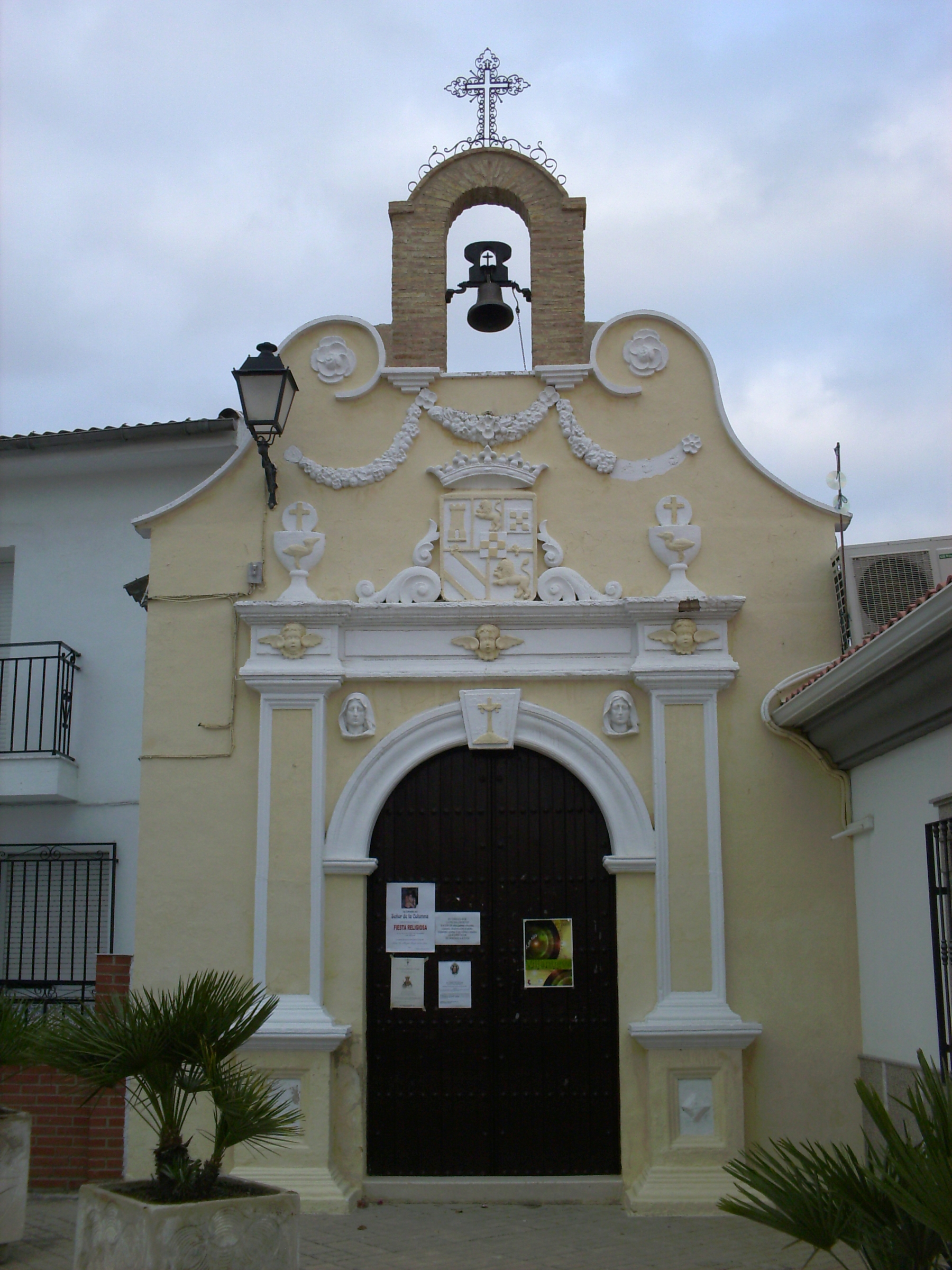
Christuskapelle
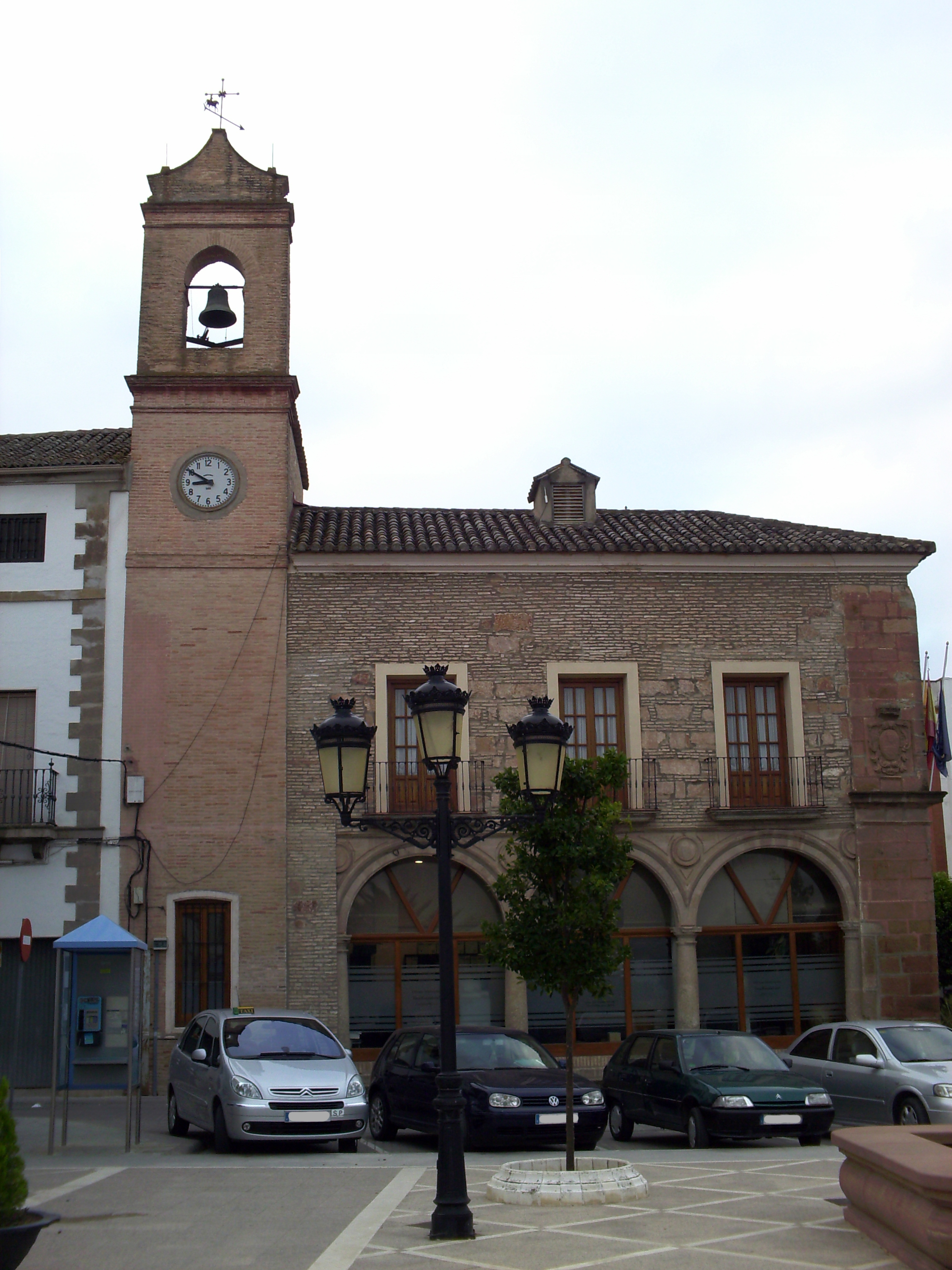
Rathaus
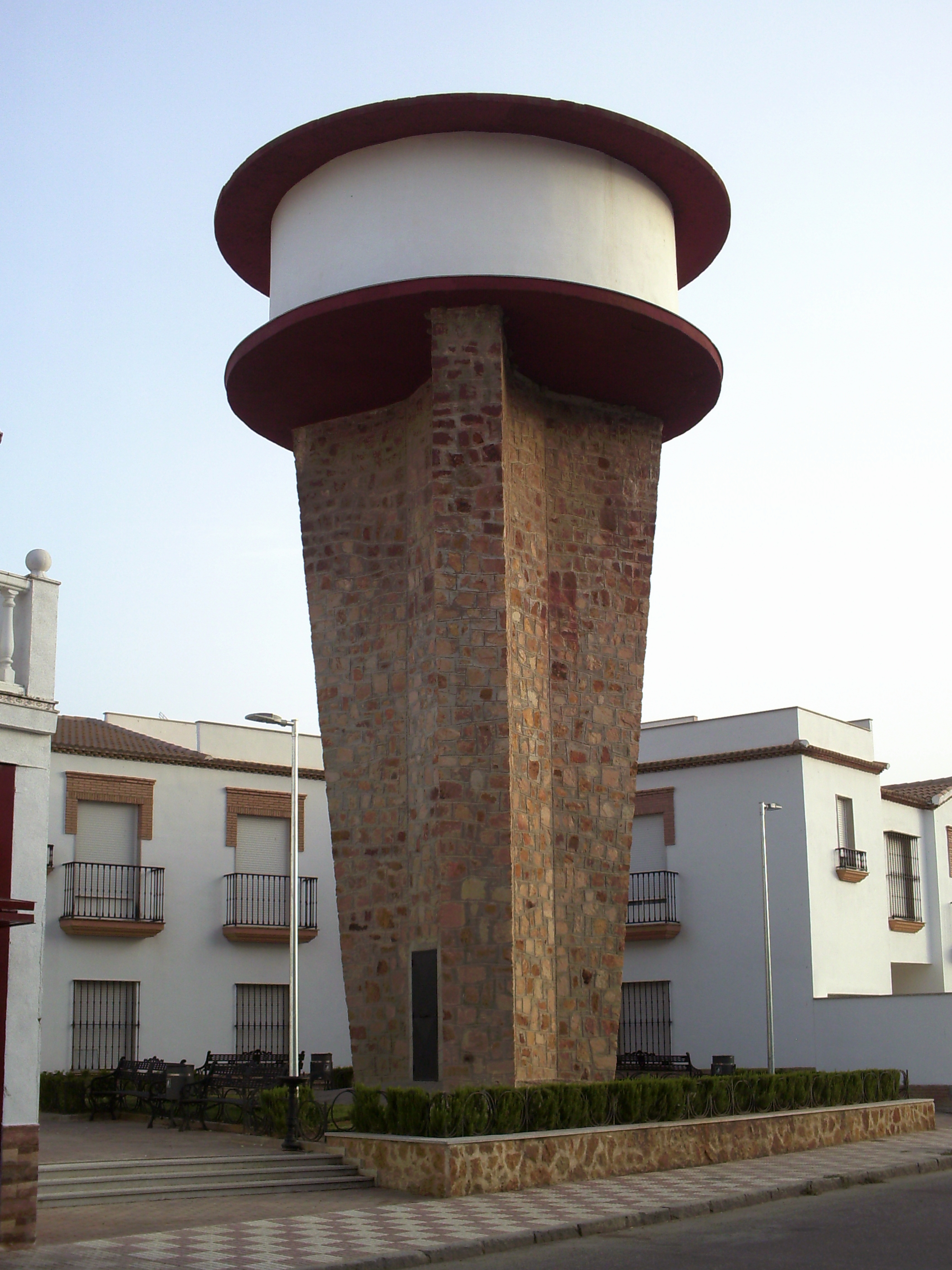
Wasserturm
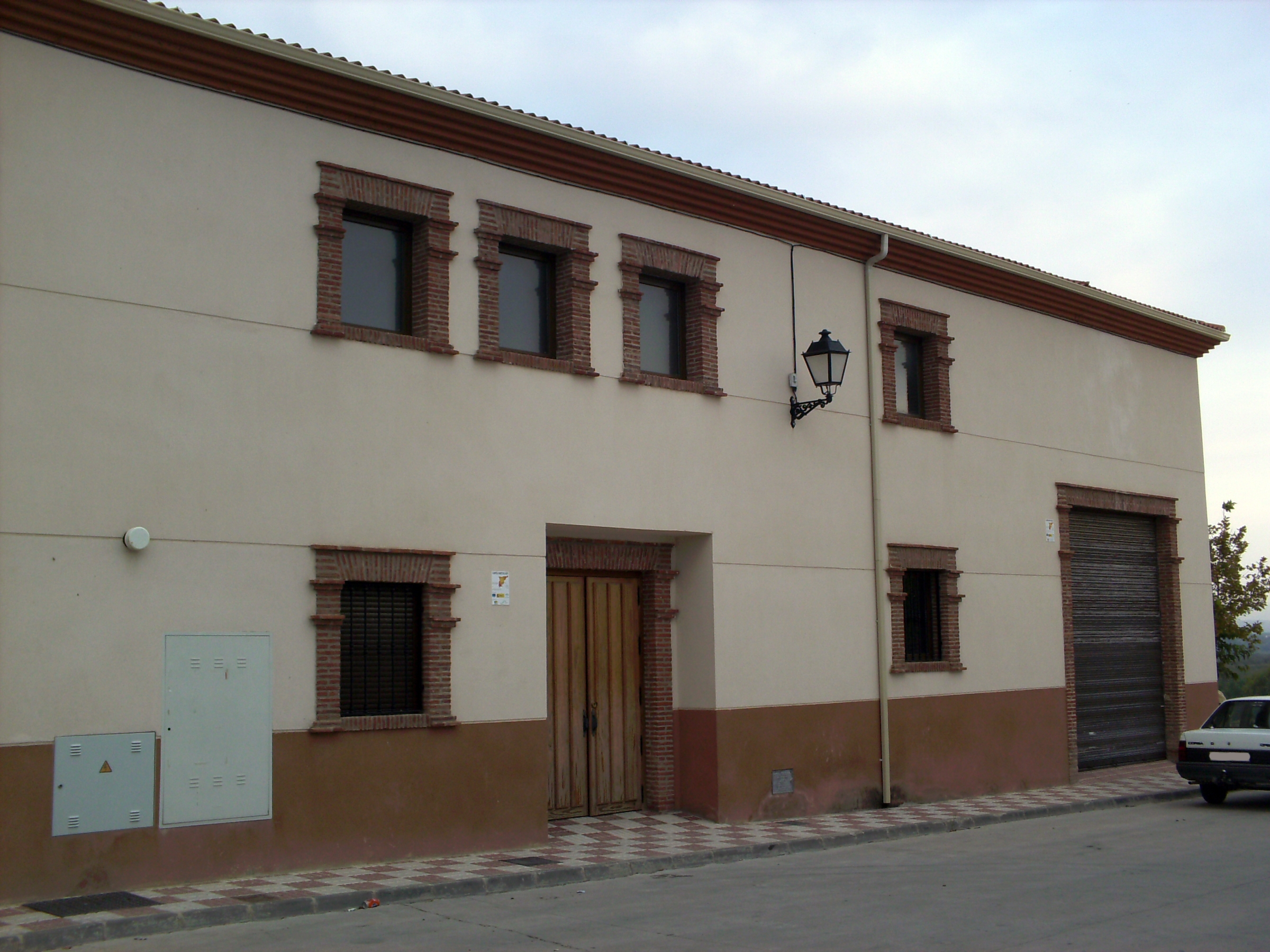
Museum

## Persönlichkeiten
- Potenciana de Villanueva (Lebensdaten im 15. und 16. Jahrhundert), Einsiedlerin, Heilige
- Juan María Medina Ayllón (1943–2022), Bildhauer